# Bulbophyllum uroglossum
Bulbophyllum uroglossum är en orkidéart som beskrevs av Rudolf Schlechter. Bulbophyllum uroglossum ingår i släktet Bulbophyllum och familjen orkidéer. Inga underarter finns listade i Catalogue of Life.